# (2603) Taylor
(2603) Taylor (1982 BW1; 1927 HC; 1936 FS; 1952 UX; 1970 QU; 1978 GD2; 1978 JT2; 1980 XS) ist ein ungefähr 18 Kilometer großer Asteroid des mittleren Hauptgürtels, der am 30. Januar 1982 vom US-amerikanischen Astronomen Edward L. G. Bowell am Lowell-Observatorium, Anderson Mesa Station (Anderson Mesa) in der Nähe von Flagstaff, Arizona (IAU-Code 688) entdeckt wurde.

## Benennung
(2603) Taylor wurde nach dem Astronomen Gordon E. Taylor benannt, der im Büro des Nautical Almanacs am Royal Greenwich Observatory (IAU-Code 000) tätig war. Er war ab 1974 Direktor der Computerabteilung der British Astronomical Association. Sein Forschungsschwerpunkt lag in der Vorhersage von Okkultationen durch Objekte des Sonnensystems. In den letzten Jahren war er maßgeblich an der erfolgreichen Bestimmung von Größen mehrerer Asteroiden durch die Methode der Okkultation beteiligt.